# Bejoy Nicephorus D’Cruze
Bejoy Nicephorus D’Cruze OMI (ur. 9 lutego 1956 w Tuital) – banglijski duchowny rzymskokatolicki, w latach 2005–2011 biskup Khulna, biskup Srihotto w latach 2011–2020, arcybiskup metropolita Dhaki od 2020.

## Życiorys
Święcenia kapłańskie przyjął 20 lutego 1987 w zgromadzeniu oblatów. Pracował przede wszystkim w Dhace, gdzie był rektorem junioratu i scholastykatu oraz wykładowcą zakonnego seminarium duchownego. Od 2001 był także przełożonym banglijskiej delegatury oblatów.
19 lutego 2005 został mianowany biskupem Khulna. Sakry biskupiej udzielił mu 6 maja 2005 jego poprzednik, bp Michael D’Rozario.
8 kwietnia 2011 papież Benedykt XVI mianował go biskupem nowo powstałej diecezji Srihotto. Ingres odbył się 30 września 2011. 30 września 2020 roku papież Franciszek przeniósł go na urząd arcybiskupa metropolity Dhaki. Ingres do katedry w Dhace odbył 27 listopada 2020.